# Baj László
Baj László (Nagykanizsa, 1968. január 3. –) magyar színész.

## Életpályája
Nagykanizsán született, 1968. január 3-án. 1987 és 1991 között Zalaegerszegen, a Nádasdy Kálmán Színészképző Stúdió hallgatója. Mesterei Ruszt József és Barta Mária. 1994-ben szerzett színművész oklevelet. 1987 és 2001 között a Hevesi Sándor Színházban szerepelt. 2001 és 2006 között a Veszprémi Petőfi Színház tagja. 2006 és 2012 között a Miskolci Nemzeti Színház művésze.
2013-tól ismét a zalaegerszegi Hevesi Sándor Színház társulatának színművésze. Vendégként szerepelt a Gyulai Várszínházban és játszik az Urartu, Örmény Nemzetiségi Színházban is. Színpadi műve: Macskalandor-ok. Rendezéssel, zeneszerzéssel, dalszövegírással is foglalkozik.

## Fontosabb színházi szerepei
- Móricz Zsigmond: Légy jó mindhalálig... Lisznyay úr
- Jaroslav Hašek: Svejk... Petyátka; Hadnagy; Fegyőr; Rikkancs; Koldus
- Alekszandr Iszajevics Szolzsenyicin: A kopasz és a lágerkurva avagy /A munka köztársasága/... Emberroncs, fogoly
- Csetényi Anikó – Presser Gábor: A piros esernyő... Tipsi
- Presser Gábor – Sztevanovity Dusán: A padlás... Robinson, a gép
- Déry Tibor – Presser Gábor – Adamis Anna – Pós Sándor: Képzelt riport egy amerikai popfesztiválról... René
- Presser Gábor – Varró Dániel – Teslár Ákos: Túl a Maszat-hegyen... Náthás Angol Költő
- Csukás István – Darvas Ferenc: Ágacska... Dani kacsa
- William Shakespeare: Rómeó és Júlia... Tybalt
- William Shakespeare: Macbeth... Fleance, Banquo fia
- William Shakespeare: Sok hűhó semmiért... 2. őr
- William Shakespeare – Zsótér Sándor: Zalaszentivánéji álom... Demetrius - Disznó
- William Shakespeare: Lear király... Edgar, Gloucester fia
- William Shakespeare: A windsori víg nők... Caius Doktor, francia orvos
- William Shakespeare: Szeget szeggel... Pompeius (csapos)
- William Shakespeare: Szentivánéji álom... Egéus - Puck
- William Shakespeare: A windsori víg nők... Pistol, Faltsaff cimborája
- Tömöry Márta – Korcsmáros György: Csizmás Kandúr... Legidősebb fiú
- Georges Feydeau: Fel is út, le is út!... Lantery, közjegyző
- Makszim Gorkij: Éjjeli menedékhely – Idelenn... Golyvás
- Éric Charden – Guy Bontempelli: Mayflower... Mortimer, matróz
- Horace McCoy: Kalifornia Blues... Jere
- Mihail Sebatian: Névtelen csillag... Pascu
- Trevor Griffith: Komédiások... Mr. Pater
- Kálmán Imre – Békeffi István – Kellér Dezső: Csárdáskirálynő... Mac Grave
- Molnár Ferenc: Liliom... Orvos; Az esztergályos
- Molnár Ferenc - Kocsák Tibor - Miklós Tibor: A vörös malom... A Rex Infernus
- Molnár Ferenc: Egy, kettő, három... Colleon
- Molnár Ferenc: A doktor úr... Földrajztanár
- Molnár Ferenc: Üvegcipő... Őrmester
- Reginald Rose: Tizenkét dühös ember... 11. esküdt
- Baka István: A korinthoszi menyasszony... Vendég
- Székely János: Caligula helytartója... III. Júdás zsidó politikus, az államtanács tagja
- Székely János: Mórok... Érsek (Gyulai Várszínház)
- Edmond Rostand: Cyrano de Bergerac... Ligniére; Kadét
- Tóth Ede: A falu rossza... Lajos, Feledi gyermeke
- Bereményi Géza: Az arany ára... Tulipán; Nyikolaj
- Friedrich Schiller: Haramiák... Hermann
- Friedrich Schiller: Ármány és szerelem... Von Kalb (udvarnagy)
- Müller Péter: Búcsúelőadás... Harry Belli, a levegő királya
- Müller Péter – Müller Péter Sziámi – Tolcsvay László:Isten pénze... Mr. Crumb; temetkezési vállalkozó
- Müller Péter: A vihar kapujában... Pap; Favágó
- Jean Anouilh: Eurüdike... Vincent
- Dobozy Imre: A tizedes meg a többiek... Szíjártó; Albert; Suhajda
- Megyeri Zoltán: Végállomás... Fiúk
- Oscar Wilde: Bunbury... Lane (Montcrieff szolgája)
- Horváth Péter: A farkas szempillái... Szerzetes
- Pozsgai Zsolt: Vak Ond álma... Az egyik vezér, Pincér, Konferanszié
- Tersánszky Józsi Jenő – Örkény István: Kakuk Marci... Uccu Jóska
- Molière: A fösvény... Fecske (Cléante inasa)
- Molière: Tartuffe... Cléante
- Carlo Goldoni: A komédiaszínház... Anselmo, szerepe szerint Brighella
- L. Frank Baum – Schwajda György – Tamássy Zdenko: Óz, a nagy varázsló... Totó
- Nagy Tibor – Pozsgai Zsolt – Bradányi Iván: A kölyök... Ed Tyukowsky
- Romhányi József – Fényes Szabolcs: Hamupipőke... Szakács, Takács, Ács, Kovács
- Nyikolaj Vasziljevics Gogol A revizor... Ivan Kuzmics Spekin, postamester
- Carlo Collodi – Litvai Nelli: Pinokkió... Táltos Tücsök
- Várkonyi Mátyás – Miklós Tibor: Sztárcsinálók... Zodius
- Németh Ákos: Müller táncosai... Nyúl (a Müller-csoport tagja)
- Dale Wassermann: Kakukkfészek... Billy Bibbit
- Dale Wassermann – Joe Darion – Mitch Leigh: La Mancha Lovagja... Ember
- Bertolt Brecht: A szecsuáni jólélek... A szőnyegkereskedő
- John Kander – Fred Ebb – Joseph Stein: Zorba... Zaharia atya
- Alan Alexander Milne – Palásthy Bea: Titkos dalok Micimackótól és barátaitól... Füles
- Palásthy Bea: Ők heten – Brémai muzsikusok... Szamár
- Anton Pavlovics Csehov: Cseresznyéskert... Jepihodov (Szemjon Pantyelejevics, könyvelő)
- Lev Nyikolajevics Tolsztoj: Legenda a lóról... Feofán (Fritz)
- Mihail Afanaszjevics Bulgakov: Molière (Képmutatók cselszövése)... Philibert Du Croisy
- Igor Sztravinszkij: A katona története... Ördög
- Jean Poiret: Őrült nők ketrece... Zorba, újságíró
- Fenyő Miklós: Hotel Menthol... Tubus (a Teddy Boys vokál tagja)
- Parti Nagy Lajos: Ibusár... Kleisermann Mihály, jegyvizsgáló
- Lehár Ferenc: A mosoly országa... Főeunuch
- Peter Shaffer: Amadeus... Két "Venticello" (a "szellőcskék", hírek, pletykák szállítói)
- Arthur Miller: Az ügynök halála... Stanley
- Zalán Tibor: A fáklya kialszik... Hadnagy 1 (Kém 1) (Gyulai Várszínház)
- Krusovszky Dénes: Az üveganya... Lajos
- Alexandre Dumas – Jean-Paul Sartre: Kean a színész... Koefeld gróf
- Diramerján Artin: AZnavour... Charles Aznavour (Urartu, Örmény Nemzetiségi Színház)
- Turbuly Lilla: Nekünk nyolc?... Zoli bácsi
- Francis Veber: Balfácánt vacsorára... Leblanc
- Sarkadi Imre: Az ötödik pecsét... Vasöntő
- Karinthy Frigyes - Szakonyi Károly: Tanár úr kérem... Polgár Ernő
- Déry Tibor – Pós Sándor – Presser Gábor – Adamis Anna: Képzelt riport egy amerikai popfesztiválról... Frantisek
- Moravetz Levente – Balásy Szabolcs: Zrínyi 1566... Ali, török aga
- Moravetz Levente – Szolnoki Péter: Sárkányszív... Delián lovag
- Egressy Zoltán: Sóska, sültkrumpli... Művész, partjelző
- Jókai Mór – Böhm György – Korcsmáros György – Tolcsvay Béla – Tolcsvay László: A kőszívű ember fiai... Leonin
- Békés Pál – Várkonyi Mátyás: A félőlény... Rakonc
- Dés László – Nemes István – Koltai Róbert – Nógrádi Gábor: Sose halunk meg... Simula; Pap
- Szakcsi Lakatos Béla – Csemer Géza: Cigánykerék... Bert, rendező
- Vajda Katalin: Legyetek jók, ha tudtok... Bíboros
- Fodor László: Érettségi... Bárány
- Mikó Csaba: Herkules – A kezdeteket... Hermész; Férj
- Mikszáth Kálmán: A Noszty fiú esete Tóth Marival... Velkovics György, trencséni polgármester; Liszy ügyvéd
- Bacsó Péter – Hamvai Kornél: A tanú... Gulyás
- Hunyady Sándor: A három sárkány... Dr.Kempelen

## Filmek, tv
- Bereményi Géza: Az arany ára (színházi előadás tv-felvétele)
- Le a fejjel! (2005)..Rab
- Razzia (2010)...Goebbels
- Hacktion: Újratöltve (sorozat) 25. rész: A nyomozó nyomában (2013)...Gubácsi, kórboncnok
- Magánnyomozók Kegyetlen játék című rész (2014)...Rajnai Tibor
- A három bölcs (2014)...Kalifa
- Sánta Ferenc: Az ötödik pecsét (színházi előadás tv-felvétele) (2016)
- Jóban Rosszban 2357. rész ...Horváth Mihály raktáros

## Színpadi műve
- Macskalandor-ok (mesejáték)

## Rendezései
- Baj László: Macskalandor-ok  (mesejáték)
- Baj László: A pilóta (Antoine de Saint-Exupéry: A kis herceg című műve alapján)
- Tévedések története
- Escurial

## Díjak, elismerések
- Az évad karakterszínésze (2011, Miskolci Nemzeti Színház)